# Arica Chilean Challenge

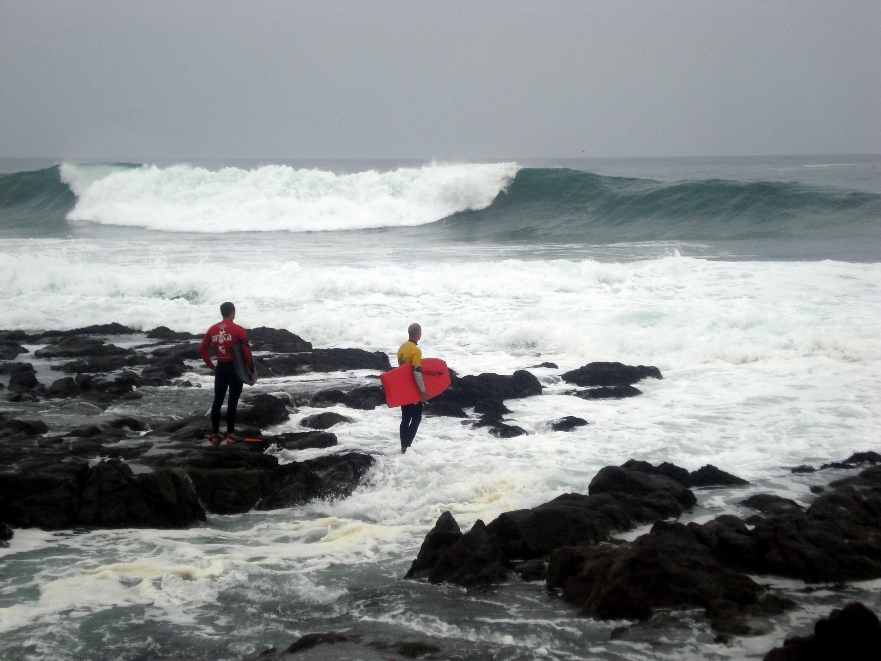
Vista de dos competidores frente la ola «el gringo», el que fuese campeón; Mike Stewart el que se encuentra de peto amarillo.

Arica Chilean Challenge o (ACC), creado por Cristian «Tomate» Peralta, es una competencia de bodyboard y fecha del Tour Mundial APB. Reúne a los mejores exponentes de este deporte acuático que llegan de todos los rincones del planeta.
En 2004 entre 8 de agosto y 13 de agosto en Península del Alacrán, se llevó a cabo el 1.er mundial de bodyboard Arica Chilean Challenge o «ACC». Aquí por primera vez en Chile se reunieron los principales exponentes del Bodyboarding mundial. En el torneo también participaron raiders locales y nacionales.
En esta primera edición del mundial se coronó campeón el australiano Ryan Hardy. Posteriormente la ola «el gringo» o «flopos» (como le llaman los locales) se convirtió en un punto más del circuito mundial del bodyboard que forma parte de The Association of Professional Bodyboarding (APB).  

### Campeones
- 2004, Ryan Hardy, Australia
- 2005, Jeff Hubbard, Hawái, EUA
- 2006, Jeff Hubbard, Hawái, EUA
- 2007, Ben Player, Australia
- 2008, Guillerme Tamega, Brasil
- 2009, Mike Stewart, Hawái, EUA
- 2010, Dave Winchester, Australia
- 2011, Guillerme Tamega, Brasil
- 2012, Dave Winchester, Australia
- 2013, Ben Player, Australia
- 2014, Amaury Lavernhe, Reunión (Francia)
- 2015, Jared Houston, Sudáfrica
- 2016, Iain Campbell, Sudáfrica
- 2017, Pierre-Louis Costes,[1] Francia